# Alma Reville
Alma Reville, també coneguda com a Lady Hitchcock (Nottinghamshire, Anglaterra, 14 d'agost del 1899 – Bel-Air, Califòrnia, 6 de juliol del 1982) va ser guionista i ajudanta de director de cinema britànica. Fou la dona d'Alfred Hitchcock i va tenir una gran influència sobre la seva obra. Apareix sovint en els crèdits de les pel·lícules del seu marit, però també en les d'altres directors. És la mare de Patricia Hitchcock.

## Biografia
Va començar a treballar al cinema a l'edat de 15 anys. El 1920, a la British Film Industry, coneix el seu futur marit, amb qui treballarà durant anys a la productora londinenca de la Paramount Pictures. Es va convertir al catolicisme poc abans del seu matrimoni amb Hitchcock el 2 de desembre de 1926.
Apareix als crèdits dels films del seu marit i també d'altres directors, sobretot Maurice Elvey per als guions dels films Sally in Our Alley (1932) i The Water Gipsies (1932). Va ser una guionista habitual de diverses obres de Hitchcock, i apareix als crèdits de setze pel·lícules com ara Sospita (1941), Shadow of a Doubt (1943), The Paradine Case (1947). Després de Pànic a l'escenari (1950), no constarà més als crèdits dels films que realitza.

## Matrimoni i col·laboracions

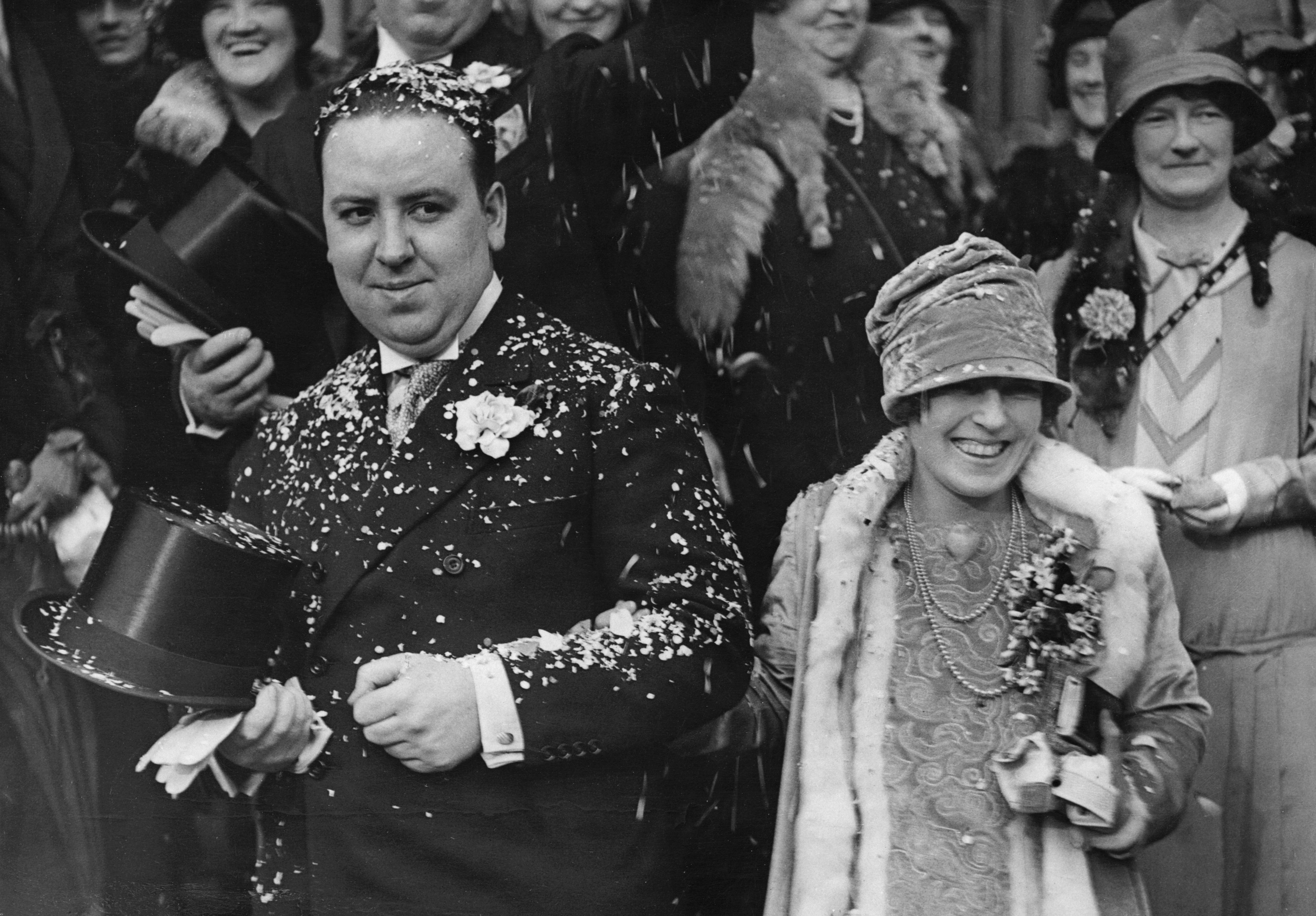
Els Hitchcock el dia del seu casament a Brompton Oratory el 1926

Hitchcock i Reville es van casar el 2 de desembre de 1926 a Brompton Oratory a Londres després que Reville es convertís al catolicisme romà del protestantisme, aparentment a instàncies de la mare de Hitchcock. Reville va ser batejat el 31 de maig de 1927 i confirmat a la catedral de Westminster pel cardenal Francis Bourne el 5 de juny. El 1928, quan van saber que estava embarassada, els Hitchcock van comprar "Winter's Grace", una casa Tudor de 4,45 ha a Stroud Lane, Shamley Green, Surrey, per 2.500 £. La seva filla i única filla, Patricia Alma Hitchcock, va néixer el 7 de juliol d'aquell any.
Reville va coescriure The Ring (1927), el primer guió que va compartir amb Hitchcock, però també va treballar amb altres directors. Va coescriure The Constant Nymph (1928), la primera adaptació cinematogràfica de la novel·la més venuda The Constant Nymph (1924) de Margaret Kennedy, dirigida per Adrian Brunel. El 1929, Reville va coescriure After the Verdict, dirigida per Henrik Galeen i A Romance of Seville, dirigida per Norman Walker. El 1931 i el 1932 va treballar amb directors com Harry Lachman, Maurice Elvey i Basil Dean. El 1933, Hitchcock va contractar Joan Harrison com a assistent, i ella va assumir molts dels papers de Reville dins les seves produccions. Va continuar treballant amb altres directors, com Phil Rosen el 1934, Berthold Viertel el 1935 i Richard Wallace el 1945. Reville es va centrar principalment a preparar i adaptar els guions del seu marit, inclosos els de Rebecca, Corresponsal estranger (tots dos de 1940), Suspicion (1941) i Saboteur (1942).
Reville va treballar amb el seu marit en molts més guions a Hollywood. Va col·laborar amb Joan Harrison en el guió de Suspicion, que es va acabar el 28 de novembre de 1940. Van treballar-hi a la casa dels Hitchcock a Bel Air, ja que Hitchcock preferia escriure en un entorn còmode i íntim en lloc d'una oficina.Reville tenia una oïda aguda per als diàlegs i l'ull agut d'un editor per examinar la versió final d'una pel·lícula per detectar defectes de continuïtat tan menors que havien passat a l'atenció del director o de l'equip. Va ser Reville qui va notar que Janet Leigh empassava inadvertidament després de la trobada fatal del seu personatge a Psycho (1960), que va necessitar una alteració del negatiu.
Reville va ser el col·laborador més proper i la caixa de ressonància de Hitchcock. Charles Champlin va escriure el 1982: "El toc de Hitchcock tenia quatre mans, i dues eren d'Alma". Quan Hitchcock va acceptar l’premi AFI Life Achievement Award el 1979, va dir que volia esmentar "quatre persones que m'han donat més afecte, apreciació i ànim, i una col·laboració constant. El primer dels quatre és un muntador de cinema, el segon és guionista, el tercer és la mare de la meva filla, Pat, i el quart és una millor cuinera que mai ha fet miracles en una cuina domèstica. I els seus noms són Alma Reville".

## Mort
Reville va sobreviure a un atac de càncer de mama. Va morir el 6 de juliol de 1982, a l'edat de 82 anys, dos anys després del seu marit. Va ser incinerada i les seves cendres es van escampar a l'oceà Pacífic.

## En la cultura popular
Reville va ser interpretada per Imelda Staunton a The Girl (2012), i Helen Mirren a Hitchcock (2012). Staunton va ser nominada per un BAFTA i un Primetime Emmy per la seva actuació, mentre que Mirren va ser nominada per als premis BAFTA, Golden Globe i SAG per la seva actuació.

## Llegat
El 1999, en el 100è aniversari del seu naixement, es va descobrir una placa a Reville a Nottingham, prop del lloc on va néixer, com a part de les celebracions del "Centenari del cinema" del British Film Institute.

## Filmografia
Reville va escriure o coescriure molts guions, com ara:
- The Ring  (1927)
- The Constant Nymph  (1928)
- The First Born (1928)
- A South Sea Bubble (1928)
- After the Verdict  (1929)
- A Romance of Seville (1929)
- Juno and the Paycock (1929)
- Murder! (1930)
- The Skin Game (1931)
- Mary (1931)
- The Outsider (1931)
- Sally in Our Alley  (1931)
- Rich and Strange (1931)
- The Water Gipsies  (1932)
- Nine Till Six (1931)
- Number Seventeen (1932)
- Waltzes from Vienna (1934)
- Forbidden Territory (1934)
- Els trenta-nou graons (1935)
- The Passing of the Third Floor Back (1935)
- Secret Agent (1936)
- Sabotage (1936)
- Young and Innocent (1937)
- The Lady Vanishes (1938)
- Jamaica Inn (1939)
- Suspicion (1941)
- Shadow of a Doubt (1943)
- It's in the Bag (1945)
- The Paradine Case (1947)
- Pànic a l'escenari (Stage Fright) (1950)
- Jo confesso (1953)